# Плохие парни навсегда
«Плохие парни навсегда» (англ. Bad Boys for Life) — американский комедийный боевик режиссёров Адиля Эль Арби и Билала Фалла. Фильм является сиквелом «Плохие парни» (1995) и «Плохие парни 2» (2003), а также третьей частью франшизы. В картине детективы из Майами Майк Лоури и Маркус Бернетт расследуют серию убийств, связанных с тревожным прошлым Лоури.
Третий фильм «Плохие парни» был запланирован уже после выхода второго в 2003 году, когда Майкл Бэй заявил, что он был бы заинтересован в возвращении к режиссуре, но бюджетные ограничения привели к тому, что производство застопорилось. На протяжении многих лет к фильму привлекались разные сценаристы и режиссеры, поскольку фильм неоднократно собирались начать снимать. В конечном итоге проект был завершен и получил зеленый свет в октябре 2018 года, а съемки начались в следующем году и продолжались с января по июнь 2019 года. Основные съемки проходили в Атланте, Майами и Мехико.
Мировая премьера состоялась 15 января 2020 года. Фильм в целом был хорошо принят критиками и собрал в мировом прокате 426,5 миллионов долларов, став третьим по прибылям январским релизом за все время. Это также был четвертый по прибылям фильм 2020 года и самый кассовый фильм франшизы на данный момент. Выход сиквела «Плохие парни до конца» состоялся 7 июня 2024 года.

## Сюжет
Изабель Аретас, осуждённая преступница по прозвищу «La bruja» (ведьма) и вдова Бенито Аретаса (наркобарона и босса наркокартеля), с помощью своего сына Армандо сбегает из тюрьмы строгого режима в Мексике. Оба они клянутся отомстить за смерть Аретаса и объявляют охоту на причастных к этому делу, которые 24 года назад помогли разгромить эту мафию. В её списке оказывается и полицейский-детектив Майк Лоури, который тогда был агентом под прикрытием и внёс значительный вклад в арест Изабеллы.
Армандо находит секретный тайник своего отца с несколькими миллионами долларов и нанимает гангстера Zway-Lo (наст. имя Лоренцо Родригес), чтобы завершить эту миссию. На вечеринке, посвящённой рождению первого внука Маркуса Бёрнетта, который теперь хочет уйти в отставку, чтобы полностью посвятить себя своей семье, Армандо тяжело ранит Майка, несмотря на приказ матери убить его последним.
После сложной операции Майк впадает в глубокую кому, но выживает и почти полностью восстанавливается через шесть месяцев. Тем временем Армандо убивает всех целей одну за другой. Когда Изабель узнаёт о выздоровлении Майка, она посылает Армандо, чтобы тот закончил невыполненную работу. Армандо убивает капитана Конрада Говарда, но упускает Майка. После этого случая Маркус снова возвращается на службу, чтобы поддержать своего друга и партнёра в поисках жестокого убийцы. Вернувшись в дело, они узнают о специальном подразделении полиции.
Эта элитная команда — ПОММ (Передовые Операции Метрополиса Майами) — состоящая из трёх молодых высокотехнологичных специалистов Дорна, Келли и Рэйфа и возглавляемая бывшей девушкой и коллегой Майка Ритой, помогает им найти бухгалтера организованной преступности Дженкинса. Через него они отслеживают Zway-Lo, который сначала попадается им в руки, но потом сбегает с помощью своей банды. После лихой погони из центра Майами в порт они снова ловят его. Но внезапно появляется вертолёт с Армандо на борту, который убивает Zway-Lo, пытаясь попасть в Майка. Но тому удаётся спастись прыжком в воду.
В связи с этим провалом подразделение ПОММ распускается. Майк узнаёт, что за всеми этими нападениями на него стоит Изабель, с которой у него были тесные отношения в прошлом. На свет выходит ужасная правда о том, что Армандо — его сын. Майк хочет покончить с ними раз и навсегда, улетев с Маркусом в Мексику. Там он встречается с Изабель, которая заманивает их в западню. Но расформированная команда ПОММ успевает им на помощь и оказывает активную поддержку в смертельной перестрелке.
В конце концов Изабель погибает, пытаясь убить Майка, а Армандо выживает, получив серьёзные ранения. Когда он, по прибытии во Флориду, ожидает своего судебного осуждения, Майк предлагает ему отбыть гипотетический максимальный срок, работая на полицию Майами.

## В ролях
| Актёр              | Роль                              |
| ------------------ | --------------------------------- |
| Уилл Смит          | детектив Майкл «Майк» Юджин Лоури |
| Мартин Лоуренс     | детектив Маркус Майлз Бёрнетт     |
| Паола Нуньес       | Рита                              |
| Джейкоб Сципио     | Армандо Аретас                    |
| Джо Пантолиано     | капитан Конрад Говард             |
| Тереза Рэндл       | Тереза Бёрнетт                    |
| Кейт Дель Кастильо | Изабель Аретас                    |
| Александр Людвиг   | Дорн                              |
| Чарльз Мелтон      | Рэйф                              |
| Ванесса Хадженс    | Келли                             |
| Масси Фурлан       | Ли Таглин                         |
| Ники Джем          | Лоренцо (Zway-Lo) Родригез        |
| DJ Khaled          | Мэнни-Мясник                      |

## Производство
Майкл Бэй, режиссер первых двух фильмов «Плохие парни», заявил в июне 2008 года, что он мог бы стать режиссером «Плохих парней 3», но самым большим препятствием будет бюджет фильма, учитывая, что и Уилл Смит, и он сам требовали одних из самых высоких зарплат в киноиндустрии. К августу 2009 года Columbia Pictures наняла Питера Крейга для написания сценария сиквела. В феврале 2011 года Мартин Лоуренс заявил, что фильм находится в разработке. После нескольких задержек Джерри Брукхаймер объявил в июне 2014 года, что сценарист Дэвид Гуггенхайм работает над сюжетной линией сиквела. Два месяца спустя Лоуренс сообщил, что сценарий написан и роли распределены. В следующем году, в июне 2015 года, стало известно, что режиссер Джо Карнахан вел переговоры о написании сценария и, возможно, постановке фильма.
Вскоре, в августе 2015 года, компания Sony Pictures Entertainment объявила о планах на выпуск двух сиквелов: «Плохие парни 3» запланированы к выпуску 17 февраля 2017 года, а затем «Плохие парни 4» — 3 июля 2019 года. В В начале 2016 года выход третьего фильма был перенесен на 2 июня 2017 года, без каких-либо обновлений о дате выхода четвёртого. Продюсеры планировали начать производство в начале 2017 года. Еще одна задержка возникла в августе 2016 года, когда, чтобы избежать конкуренции с предстоящим фильмом DC Comics «Чудо-женщина», студия перенесла выпуск фильма на 12 января 2018 года. Также стало известно, что фильм будет называться «Плохие парни навсегда».
В интервью Jimmy Kimmel Live! в октябре 2016 года Лоуренс сообщил, что съемки могут начаться в марте 2017 года. В декабре 2016 года обновленная дата выхода «Плохих парней 4» была назначена на 24 мая 2019 года.
В феврале 2017 года Sony объявила, что выпуск фильма будет отложен в третий раз до 9 ноября 2018 года. В следующем месяце Карнахан покинул фильм из-за постоянных переносов. В августе 2017 года Sony удалила третий фильм из своего графика релизов, а позже в том же месяце Лоуренс заявил, что фильм не выйдет.
Производство возобновилось в феврале 2018 года, когда после того, как разработка фильма «Полицейский из Беверли-Хиллз: Аксель Фоули» застопорилась, были подписаны контракты с бельгийскими режиссерами Адилом Эль Арби и Билаллом Фаллахом вместо Карнахана, а Смит и Лоуренс были подтверждены на повторение своих культовых ролей.
После многолетних перипетий съёмки начались в январе 2019 года и прошли в Атланте и Майами.
Первый официальный трейлер фильма был выпущен 4 сентября 2019 года. Второй трейлер фильма был выпущен 5 ноября.

## Кассовые сборы
В Соединённых Штатах и Канаде «Плохие парни навсегда» был выпущен вместе с «Удивительным путешествием доктора Дулиттла». Первоначальные сборы фильма предполагались в районе $35–45 млн за три дня и $48 млн за четыре дня с учётом праздника Мартина Лютера Кинга. Фильм заработал $ 6,36 млн по предварительным просмотрам в четверг. В результате прогнозы фильма были увеличены до 78 миллионов долларов в течение 4-дневных выходных МЛК. Фильм заработал 62,5 миллиона долларов из 3740 кинотеатров в первые выходные и в общей сложности 73 миллиона долларов за четыре дня выходного Мартина Лютера Кинга, что стало вторым результатом этих показателей после фильма «Снайпер». За всё время проката кассовые сборы фильма составили 426,5 миллионов долларов, что сделало его самым кассовым в американском прокате за 2020 год.
За первые два дня проката в России картина собрала более 105 миллионов рублей. Общая сумма за первые выходные составила 315 миллионов рублей.

## Восприятие
IndieWire охарактеризовал отзывы о фильме «Плохие парни навсегда» как «в основном положительные». Rotten Tomatoes дал фильму 77 % одобрения, основанных на 244 рецензиях, и средний рейтинг 6,2/10. На Metacritic у фильма средневзвешенная оценка в количестве 59 баллов из 100, основанных на 46 рецензиях, что означает «смешанные или средние отзывы». Аудитория PostTrak дала фильму в среднем четыре с половиной звёзд из пяти. При этом фильм получил 73 % «определённой рекомендации» от зрителей.
Тодд Маккарти из The Hollywood Reporter написал, что «третий раз действительно очаровывает».

## Продолжение
В январе 2020 года The Hollywood Reporter сообщил, что сценарист «Плохих парней навсегда» Крис Бремнер был нанят для написания сценария для четвёртой части фильма. После обнародования кассовых сборов на выходных, Sony объявила о планах работы над четвёртым фильмом. Съёмки четвёртого фильма с Уиллом Смитом и Мартином Лоуренсом стартовали 3 апреля 2023 года в Атланте. Режиссёрами выступят Адиль Эль Арби и Билал Фалла, которые работали над фильмом «Плохие парни навсегда».